# Joaquim Fiúza
Joaquim Mascarenhas Fiúza (São Domingos de Benfica, 8 de febrero de 1908-Lisboa, 4 de marzo de 2010) fue un deportista portugués que compitió en vela en la clase Star.
Participó en tres Juegos Olímpicos de Verano entre los años 1936 y 1952, obteniendo una medalla de bronce en Helsinki 1952 en la clase Star. Ganó dos medallas de oro en el Campeonato Europeo de Star, en los años 1957 y 1958.

## Palmarés internacional
| Juegos Olímpicos   | Juegos Olímpicos     | Juegos Olímpicos  | Juegos Olímpicos |
| Año                | Lugar                | Medalla           | Clase            |
| ------------------ | -------------------- | ----------------- | ---------------- |
| 1952               | Helsinki (Finlandia) | Medalla de bronce | Star             |
| Campeonato Europeo |                      |                   |                  |
| Año                | Lugar                | Medalla           | Clase            |
| 1957               | ND                   | Medalla de oro    | Star             |
| 1958               | ND                   | Medalla de oro    | Star             |